# Claude de Bertet
 (février 2025).
Si vous disposez d'ouvrages ou d'articles de référence ou si vous connaissez des sites web de qualité traitant du thème abordé ici, merci de compléter l'article en donnant les références utiles à sa vérifiabilité et en les liant à la section « Notes et références ».
Claude de Bertet, né en 1699 et mort le 9 janvier 1749, est un officier de l'armée française et gouverneur du Pays des Illinois.

## Biographie
Claude de Bertet était arrivé en Louisiane française en 1717 comme enseigne de vaisseau. Il fut promu capitaine en 1737.
En 1742, séjournant en France, il reçut sa nomination comme gouverneur du Pays des Illinois. Il embarqua pour la Nouvelle-Orléans où il arriva en août, puis remonta le fleuve Mississippi jusqu'au fort de Chartres dont il prit le commandement en novembre à la place de Jean-Baptiste Benoit de Saint-Clair, gouverneur par intérim depuis la mort, par apoplexie, d'Alphonse de La Buissonnière survenue le 11 décembre 1740. 
Claude de Bertet constata que le fort de Chartres était dans un délabrement avancé et que les relations avec les tribus amérindiennes n'étaient pas des meilleurs. Les colons canadiens-français vivaient dans la terreur face aux révoltes et attaques des Amérindiens. Claude de Bertet demanda de l'aide auprès des autorités canadiennes et proposa un projet de reconstruction du fort de Chartres. Il se dépensa sans compter dans sa mission auprès du gouverneur de la Louisiane française, Pierre de Rigaud de Vaudreuil et des gouverneurs de la Nouvelle-France, Charles de La Boische et son successeur Rolland-Michel Barrin, comte de la Galissonière. Claude de Bertet fut élevé au rang de Chevalier de l'Ordre de Saint-Louis pour son travail et l'exercice de sa fonction.
En 1747, face à une situation instable et dangereuse et par manque de munitions et d'armes arrivées en trop petites quantités, Chevalier de Bertet décida lucidement d'abandonner temporairement le fort de Chartres et de replier la garnison vers le fief de Kaskaskia. 
Claude de Bertet meurt subitement le 9 janvier 1749. Jean-Baptiste Benoit de Saint-Clair le remplace aussitôt comme gouverneur par intérim dans l'attente de la nomination du prochain gouverneur de la Haute-Louisiane, Barthélemy de Macarty Mactigue en 1751.